# Ewa Straburzyńska-Migaj
Ewa Straburzyńska-Migaj – polska kardiolog, profesor nauk medycznych; profesor zwyczajny w I Katedrze i Klinice Kardiologii Wydziału Lekarskiego II Uniwersytetu Medycznego w Poznaniu (Szpital Przemienienia Pańskiego). 

## Życiorys
Dyplom lekarski uzyskała na Akademii Medycznej w Poznaniu (obecnie Uniwersytet Medyczny) i na tej uczelni zdobywała kolejne stopnie naukowe i awanse akademickie. Doktoryzowała się w 1990 broniąc pracy pt. Wartość testu wysiłkowego i badania echokardiograficznego w szpitalnym i odległym okresie zawału serca, przygotowanej pod kierunkiem Kazimierza Jasińskiego. Posiada specjalizację z chorób wewnętrznych oraz z kardiologii.
Habilitowała się w 2008 na podstawie oceny dorobku naukowego i rozprawy pt. Zależność między oceną spiroergometryczną a wybranymi składnikami metabolizmu tkankowego, aktywacji neurohormonalnej i genotypem konwertazy angiotensyny u chorych z niewydolnością serca. Tytuł naukowy profesora nauk medycznych został jej nadany w 2014. W I Klinice Kardiologii poznańskiego Uniwersytetu Medycznego kieruje Pracownią Badań Wysiłkowych.
Na dorobek naukowy E. Straburzyńskiej-Migaj składa się szereg opracowań oryginalnych publikowanych m.in. w czasopismach takich jak: „American Journal of Cardiology", „Cardiology Journal”, „Annals of Transplantation", „European Heart Journal”, „Kardiochirurgia i Torakochirurgia Polska” oraz „Kardiologia Polska”.
Należy m.in. do Polskiego Towarzystwa Kardiologicznego oraz Europejskiego Towarzystwa Kardiologicznego.